# Vandalia (Studentenverbindung)
Vandalia ist der Name folgender Studentenverbindungen.

## Liste

### Burschenschaft
- Alte Ilmenauer Burschenschaft Vandalia[1]
- Burschenschaft Vandalia auf dem Loretto zu Freiburg im Schwarzburgbund
- Burschenschaft Vandalia Ilmenau und Gießen
- Pennale Burschenschaft Vandalia Wien

### Corps
- Corps Vandalia Frankfurt am Main[2]
- Corps Vandalia Göttingen
- Corps Vandalia Heidelberg
- Corps Vandalia Jena, aus ihm ging 1815 die Urburschenschaft hervor
- Corps Vandalia Königsberg im Rudolstädter Senioren-Convent (1881)
- Corps Vandalia Rostock
- Corps Vandalia-Teutonia Berlin
- Corps Vandalo-Guestphalia (aus Vandalia Heidelberg und Guestphalia Heidelberg)
- Corps Normannia-Vandalia München (WSC)[3]
- Corps Vandalia Graz

### Katholische Verbindung
- KDStV Vandalia Prag zu München im CV
- KStV Vandalia Bonn im KV[4]
- KÖStV Vandalia Wien im Mittelschüler-Kartell-Verband[5]